# Obach
Obach är en knappt kilometerlång bäck som mynnar i Aare i västra delen av staden Solothurn i Schweiz. Obach är även namn på den omgivande stadsdelen liksom det närbelägna sjukhuset Privatklinik Obach.